# مهناز شیرالی
مهناز شیرالی نویسنده و جامعه‌شناس سیاسی ایرانی و استاد دانشگاه در فرانسه است.
وی در سال ۱۹۹۲ از دانشکدهٔ هنرهای زیبای دانشگاه تهران در رشته مهندسی معماری و شهرسازی فارغ‌التحصیل شد. در سال ۱۹۹۴ به فرانسه رفت. و در سال ۲۰۰۰. دکترای خود را در رشتهٔ جامعه‌شناسی از مدرسه عالی علوم انسانی پاریس گرفت. موضوع پایان‌نامه دکترای وی، تحقیق بر بحران‌های جوانان در ایران بوده‌است.
مهناز شیرالی سپس به عنوان استاد مؤسسه مطالعات سیاسی پاریس در زمینهٔ سیاسی و متخصص در زمینه، و مدیر مطالعات انستیتو کاتولیک در پاریس منصوب شد.
او به عنوان نویسنده و تحلیلگر با رسانه‌های مختلف فارسی و فرانسه زبان در سراسر دنیا داد رادیو فرانسه، بی‌بی‌سی، صدای آمریکا، لو پوان، لو موند، RTS سوییس، آرته، TV5Monde, فرانس ۲۴، رادیو واتیکان، رادیو فرانس کولتور، ایران‌اینترنشنال، روزنامه لیبرته الجزایر، تلویزیون فرانسه، RT و هافینگتن پست همکاری کرده‌است.
وی چندین جلد کتاب به زبان فرانسوی در مورد جنبه‌های جامعه‌شناختی، سیاسی، مذهبی و تاریخی ایران به نگارش درآورده است. از این بین می‌توان به کتاب‌های The Mystery of Contemporary Iran و La jeunesse iranienne: une génération en crise اشاره کرد.
مهناز شیرالی از فعالین اجتماعی، مدافعین حقوق بشر و حقوق زنان ایرانی در خارج از کشور می‌باشد و در کنگره‌های مختلفی در این زمینه سخنرانی کرده‌است.